# Ставропольская научная библиотека имени М. Ю. Лермонтова
Ставропо́льская краева́я универса́льная нау́чная библиоте́ка им. М. Ю. Ле́рмонтова — государственное бюджетное учреждение культуры, центральная государственная библиотека Ставропольского края, одна из крупнейших библиотек в  Северо-Кавказском федеральном округе; информационный, культурный, просветительский, методический и консультационный центр библиотечной системы края; центр региональной краеведческой библиографии. Здание библиотеки - памятник архитектуры регионального значения.
Основана 29 декабря (11 января) 1852 года как общественная публичная библиотека в соответствии со специальным разрешением наместника Кавказа, князя М. С. Воронцова. В период с 1852 по 1880 год в официальных источниках именовалась Ставропольской губернской общественной библиотекой и Ставропольской публичной библиотекой. В 1880 году была переименована в  Ставропольскую городскую общественную библиотеку. В 1937 году получила статус краевой. 27 июня 1964 года ей было присвоено имя М.Ю. Лермонтова. С 2011 года носит современное название — государственное бюджетное учреждение культуры Ставропольского края «Ставропольская краевая универсальная научная библиотека им. М. Ю. Лермонтова».

## История
XIX век
Библиотека была учреждена в 1852 губернатором А. А. Волоцким, и свою историю начала как Ставропольская губернская публичная библиотека. Первым ставропольским библиотекарем стал губернский секретарь Львов. Изначально библиотека занимала всего три комнаты, где хранилось около 750 книг. За первые шесть лет число книг увеличилось до 2500 томов. Ежегодно у библиотеки было около 300 подписчиков.
К концу 1850-х годов начинается упадок библиотеки. Обязательных взносов не хватало, потому что среди читателей были в основном небогатые гимназисты и чиновники. Основные средства существования составляли небольшие пожертвования.
В 1866 году число читателей уменьшилось до 15. В это время библиотека занимала одну из зал городской думы. Примерно тогда же началась работа над первым систематическим каталогом.
В 1867 году дирекцией библиотеки были найдены источники финансирования, составлены новые правила управления и пользования библиотекой. Кроме того было принято решение о размещении библиотеки в новом здании — доме купца Леонидова на Большой Бульварной улице (современный проспект им. К. Маркса), где она открылась в начале 1868 года.
В 1869 году библиотека вновь поменяла адрес, переехав в дом Добрянского на Александровской улице (ул. Дзержинского).
В 1879 году было решено передать библиотеку в непосредственное ведение Ставропольского городского управления с тем, чтобы обеспечить ей постоянную поддержку. Заведующий библиотекой назначался городской думой на четыре года, первым в 1880 году стал городской секретарь К. А. Росляков.
Главными посетителями библиотеки были учащиеся (около 26 %), затем чиновники (около 23 %), далее учителя и учительницы (около 17 %), потом следовали военные (около 14,5 %), купцы (около 5,5 %), врачи (около 4,5 %), подписчики исключительно на детские книги (около 4 %), адвокаты, архитекторы, фотографы, фармацевты (около 4 %), духовенство (1,5 %).
В числе читателей библиотеки в разное время были основоположник осетинской литературы К. Л. Хетагуров, исследователь Кавказа Н. Я. Динник, историк и этнограф Е. Д. Фелицын, просветитель Я. М. Неверов и другие известные люди.
XX век
В годы гражданской войны библиотека страдала от недостатка финансирования и текучки кадров, не было новых книжных поступлений. Прошли десятилетия, прежде чем сотрудники библиотеки смогли организовать нормальный процесс деятельности.
В мае 1937 года Северо-Кавказский край был переименован в Орджоникидзевский и его столица переведена из Пятигорска в Ставрополь, в связи с чем изменился и статус библиотеки, а также особенности работы, структура и качество обслуживания читателей.
С 1938 года Ставропольская краевая библиотека начала получать платный обязательный экземпляр книжной продукции издательств страны, а с конца 1939 года — местный обязательный бесплатный экземпляр от Ставропольского книжного издательства.
В 1955-м библиотека обрела постоянное местоположение. Индивидуальный проект её здания был разработан архитекторами А. Г. Лысяковым, И. В. Лысяковой, сегодня оно — памятник истории и культуры города Ставрополя.
В 1964 году Ставропольской краевой библиотеке по постановлению Совета министров РСФСР присвоено имя русского поэта Михаила Юрьевича Лермонтова, в год, когда отмечалось 150-летие со дня рождения поэта.
В 1990 году в библиотеке образован отдел редкой книги, в котором собраны документы из фонда Ставропольской городской общественной библиотеки XVII—XIX вв., а также редкие и ценные современные издания.
С октября 1990 года Ставропольская краевая научная библиотека им. М. Ю. Лермонтова начинает создавать электронный каталог, который на данный момент насчитывает более 700 тысяч библиографических записей.

## Современность
В настоящее время библиотека — главное региональное государственное книгохранилище, центр краеведческой библиографии, информационной, образовательной и культурно-просветительской работы, научно-исследовательский и организационно-методический центр для муниципальных библиотек края.
Библиотечный фонд насчитывает свыше 1 млн. 200 тыс. экземпляров книжных и электронных изданий, журналов, подшивок газет.

## Директора
- В. Ф. Шлыченко
- 1992—2005 — Лариса Павловна Дуренко (1940—2009), заслуженный работник культуры РФ[12]
- Зинаида Фёдоровна Долина
- Марина Николаевна Овчелупова

## Структура
В составе библиотеки работают 13 отделов обслуживания, 8 отделов, обеспечивающих внутреннюю работу, 5 клубов (клуб любителей старинной книги «Книжница», лингвострановедческий клуб «Terra Lingua», правовой клуб «Человек и закон», клуб «Беседы о кино» и др.) и 4 информационных центра (Региональный центр чтения «Читающий мир», информационно-библиотечный центр межнационального общения «Диалог», Публичный центр правовой информации и др.).
Отделы обслуживания
- Отдел контроля, регистрации и учета
- Информационно-библиографический отдел
- Отдел краеведческой литературы и библиографии
- Отдел правовой и деловой информации
- Отдел некнижных носителей информации
- Отдел универсальных читальных залов
- Отдел литературы по гуманитарным наукам
- Отдел периодических изданий
- Отдел редкой книги
- Отдел искусств с сектором музыкально-нотной литературы
- Отдел обслуживания пользователей с ограниченными возможностями
- Отдел межбиблиотечного абонемента
- Отдел литературы на иностранных языках

Отделы, обеспечивающие внутреннюю работу
- Отдел хранения основного фонда
- Отдел комплектования
- Отдел обработки документов и организации каталогов
- Отдел обменно-резервного фонда
- Инновационно-методический отдел
- Редакционно-издательский отдел
- Переплетная мастерская
- Отдел рекламы и организации массовой работы